# Баніхал-Казигунд (тунель)
Автомобільний тунель Банігал-Казигунд —  автомобільний тунель  у Джамму і Кашмірі, Індія. 
Розташований у Нижніх Гімалаях, на  національному шосе 44 . Його будівництво розпочалося в 2011 році і було завершено в 2021 році.
Один з найдовших тунелів в Індії, довжина якого становить 8,45 км. 
Тунель зменшує відстань між Срінагаром і Джамму на 16 км. 

також скорочує час у дорозі з 2-3 годин до 15 хвилин. 

Це двотрубний тунель, що складається з двох паралельних тунелів - по одному для кожного напрямку руху. 
Кожен тунель має ширину 7 м та дві смуги руху. 
Два тунелі з’єднані між собою проходом що 500 м для технічного обслуговування та екстреної евакуації. 
Тунель має примусову вентиляцію для відведення диму та надходження свіжого повітря. 
Має найсучасніші системи моніторингу та контролю безпеки. 
Кошторисна вартість будівництва 2100 крор рупій.